# Флутершен
Флутершен (њем. Fluterschen) општина је у њемачкој савезној држави Рајна-Палатинат. Једно је од 119 општинских средишта округа Алтенкирхен (Вестервалд). Према процјени из 2010. у општини је живјело 754 становника. Посједује регионалну шифру (AGS) 7132033.

## Географски и демографски подаци
Флутершен се налази у савезној држави Рајна-Палатинат у округу Алтенкирхен (Вестервалд). Општина се налази на надморској висини од 270 метара. Површина општине износи 3,4 km². У самом мјесту је, према процјени из 2010. године, живјело 754 становника. Просјечна густина становништва износи 224 становника/km².